# Dariusz Gątarek
Dariusz Gątarek (ur. 1957 w Warszawie) – profesor nadzwyczajny Instytutu Badań Systemowych PAN. Doktor habilitowany nauk technicznych w specjalności automatyka, zajmował się też równaniami fizyki matematycznej związanymi z zagadnieniami optyki kwantowej, stochastycznej kwantyzacji i turbulencji z losowymi wymuszeniami.

## Życiorys
Ukończył matematykę stosowaną na Politechnice Warszawskiej w 1981 r. Doktorat uzyskał w Instytucie Badań Systemowych PAN w 1984, którego jest pracownikiem od 1980 r. W 1993  r. obronił rozprawę habilitacyjną w tym instytucie. Był pracownikiem naukowym Uniwersytetu w Bonn (1989–1990), Uniwersytetu Nowej Południowej Walii w Sydney (1991–1994). Był profesorem Wyższej Szkoły Biznesu – National-Louis University w Nowym Sączu. Autor 59 prac naukowych.
Pracował w spółkach prywatnych z sektora finansowego, wydobywczego i doradztwa biznesowego: BRE Bank (1996–2002), Deloitte (2002–2004), NumeriX (2004–2005), Glencore (2005–2008), UniCredit Bank AG (2011–2014), Alior Bank (2014–2016). W latach 2008–2010 był doradcą Prezesa Narodowego Banku Polskiego.
Był ekspertem think-tanku Centrum Analiz Klubu Jagiellońskiego.
Jest współtwórcą Modelu Brace-Gatarek-Musiela.